# چلنج آئرو
چلنج آئرو (به انگلیسی: Challenge Aero) یک شرکت هواپیمایی است که در ۲۰۰۲ میلادی تأسیس شده‌است. دفتر مرکزی چلنج آئرو در کی‌یف، اوکراین واقع شده‌است.